# Časová osa událostí ze Star Wars
Časová osa událostí ze Star Wars shrnuje chronologicky důležité mezníky v bohaté historii galaxie, v níž se odehrávají události z filmů, seriálů, her či knih s tematikou Star Wars.
Ve světě Star Wars je používán letopočet tzv. Galaktického standardního kalendáře, který rozlišuje čas události dle toho, zda se stal před nebo po bitvě o Yavin (Battle of Yavin), jež byla stěžejní událostí filmu Star Wars: Epizoda IV – Nová naděje. K tomu se používá anglická zkratka BBY (Before Battle of Yavin, česky: před bitvou o Yavin) a ABY (After Battle of Yavin, česky: po bitvě o Yavin), přičemž rok, v němž došlo k bitvě o Yavin, je označen jako rok 0. Například letopočet 19 BBY popisuje události 19 let před bitvou o Yavin a odpovídá času, v němž se odehrávala Star Wars: Epizoda III – Pomsta Sithů. 4 ABY popisuje události 4 roky po bitvě o Yavin a odpovídá mu například děj Star Wars: Epizoda VI – Návrat Jediů. Tento systém určení času ve světě Star Wars byl poprvé použit v encyklopediích A Guide to the Star Wars Universe, The Essential Guide to Vehicles and Vessels a The Essential Guide to Planets and Moons, ovšem ty ještě nevyužívaly tyto dvě zkratky. BBY a ABY byly představeny až v roce 2000 v díle The Essential Chronology Následující seznam důležitých milníků proto používá tento systém BBY/ABY.

## Dávná historie (legends)
- 10 000 000 000 BBY – Zformování galaxie Star Wars
- 2 000 000 BBY – Vyvinula se první rasa v galaxii schopná meziplanetárního cestování (Columi), další rasy se začínaly přirozeně vyvíjet.
- 499 989 BBY – Nejstarší letopočet, kam sahají dějiny známých forem inteligentního života v galaxii.
- 100 000 BBY – Obyvatelé Coruscantu vystavěli na své planetě ekumenopoli "Galactic City", Sithové na Korribanu začali svůj vývoj. Columiové provedli průzkum Coruscantu a planety Duro a zavrhli obyvatelstvo jako primitivní rasy.
- 36 453 BBY – Filozofové a učenci citliví na Sílu z různých světů různých ras byli naloděni na záhadné pyramidové lodě neznámého původu a odvezeni na planetu Tython, kde Sílu dále zkoumali. Svou organizaci nazvali Je'daii.

### Nekonečné impérium
- 35 000 BBY – vznik rakatského Nekonečného impéria, jehož obyvatelé využívali ke svému rozvoji Temnou stranu Síly.
- 33 598 BBY – Rakatové expandovali na světy spojené se Silou a ovládli Kashyyyk, kde zahájili rozsáhlý biologicko–inženýrský projekt.
- 33 357 BBY – Systém kontroly projektu na Kashyyyku po 241 letech selhal, způsobil ohromný vzrůst wroshyrských lesů a změnil ekosystém planety do podoby, jaká přetrvala prakticky navždy.
- 30 000 BBY – Na Korribanu se zformovala první jednotná říše Sithů pod vedením legendárního krále Adase.
- 27 700 BBY – Rakatové zaútočili na Korriban, ale byli Sithy poraženi. Král Adas v rozhodující bitvě padl a první jednotné Impérium se rozpadlo, třebaže se Sithové rozšířili do mnoha sousedních soustav.
- 27 500 BBY – První lidští kolonizátoři v lodích s primitivním předchůdcem hyperpohonu dorazili z Coruscantu ve stázi na Alderaan a jiné centrální světy. Další lodě se ztratily až do Vnějšího pásu galaxie a za 500 let se ocitly v sektoru Tion/Tionské hvězdokupě, kde trosečníci založili vlastní civilizaci.

### Zrození řádu Jedi
- 25 793 BBY – Učenci z organizace Je'daii se na Tythonu naučili už mistrně používat Sílu, ale kvůli zásahu agenta Nekonečného impéria Xeshe vypukl rozkol, jenž způsobil Války Síly.
- 25 783 BBY – Války Síly na Tythonu skončily, z trosek Je'daii byl založen řád Jedi, jehož členové okamžitě rozhodli o opuštění Tythonu.
- 25 200 BBY – V Nekonečném impériu vypukla epidemie moru šířící se jen mezi Rakaty, jež způsobila zhroucení říše. Zotročené světy se vzbouřily a osamostatnily.
- 25 130–25 100 BBY – Tionský sektor pod vládou Xima Despoty vyhlásil válku Huttům. Ta skončila jeho zajetím a prodáním do otroctví. V centrálních světech vypukly "Sjednotitelské války", jež ohrožovaly mladou postrakatskou civilizaci. Aby se předešlo katastrofě, zformovaly se demokratické proudy.
- 25 053 BBY – Lidé z Correlie, kolonisté z Tionu a Durosové z Durosu zprovoznili upravený rakatský hyperpohon a svou technologii rozprodali všem známým světům z jejich okolí omezeném na Centrální světy a světy sektoru Tion.

## Stará Republika (legends)

### Expanzní období (25 053–20 000 BBY)
- 25 053 BBY – Podepsána galaktická smlouva, přijata galaktická ústava. Oficiálně tak vzniká Republika.
- 25 000 BBY – Coruscant je zvolen za hlavní svět Republiky, řád Jedi objevil nový domov na Ossusu, kde téhož roku došlo k jejich prvnímu kontaktu s Republikou, jež s rozšířením hyperpohonu objevila několik prvních hyperprostorových cest do vzdálenějších míst v galaxii.
- 24 951 BBY – Řád Jedi přísahal věrnost Republice, Ossus se stal její součástí.
- 24 500 BBY – Mezi rytíři Jedi se rozmohlo učení Temné strany Síly a vypukl konflikt známý jako První velké schizma.
- 24 000 BBY – Založena mandalorianská civilizace Mandalorem Prvním, vypukla Tionská válka s Republikou.
- 23 900 BBY – Tion je ve válce s Republikou poražen. Všechny světy z Tionské hvězdokupy se přidaly k Republice kromě bývalého hlavního města sektoru Desevro.
- 23 000 až 20 100 BBY – Republika dokončila průzkum a kolonizaci Vnitřního pásu galaxie

### Velké manifestační období (20 000–17 018 BBY)
- 20 000 BBY – Staré náboženství vianismu upadlo v zapomnění, začala kolonizace světů Kolonií a Středního pásu, jež se nacházely mimo hlavní hyperprostorové cesty.
- před 19 000 BBY – Rytíř Jedi Humat zešílel, opustil řád i Ossus a ukryl se na Coruscantu spolu se svou pokladnici Buňka z Imu. Z Kamina se stal po skončení doby ledové vodní svět.
- 17 018 BBY – Vynalezeno písmo Aurebesh a rychle se rozšířilo do galaxie. Republika zaútočila na planetu Virujansi, čímž vypukly staletí trvající Alsakanské konflikty.

### Období Indecta (17 018–15 000 BBY)
- 17 012 BBY – Alsakané dobyli zpět planetu Virujansi a boje byly na čas přerušeny.
- 16 700 BBY – Alsakanský konflikt byl ukončen zásahem Kanceláře lodí a služeb, jež oběma stranám konfliktu pohrozila odepřením přístupu k významným hyperprostorovým cestám.
- 16 500 až 15 600 BBY – Alsakanský konflikt vypukl podruhé, přelil se i na ostatní Centrální světy.
- 15 500 BBY – Rytíři Jedi vynalezli první prototypy světelných mečů. Coruscant se bránil náporu vesmírných draků. Po uzavření míru byla založena coruscantská univerzita drakem Borz'Mat'ohem a nejvyšším kancléřem Republiky Filloreanem.
- 15 400 BBY – Druhý Alsakanský konflikt byl ukončen.
- 15 000 BBY – Huttská domovská planeta Varl definitivně zničena, ovládli tedy svět Nal Hutta a měsíc Nar Shaddaa. Republika se zapletla do aqualishské občanské války, kde soupeřila o vliv s Hutty. Na Coruscantu byla dokončena stavba nové senátní budovy.

### Období Kymoodom (15 000–11 987 BBY)
- 15 000 BBY – Yuuzhan Vongové ztratili spojení se Sílou a byli vyhnáni ze své domovské galaxie. Vyroben první prototyp světelného meče.
- 14 500 až 14 300 BBY – Třetí Alsakanský konflikt.
- 14 000 BBY – Sithové založili na světě Krayiss Two velký chrám s knihovnou, kam uložili na 10 tisíc let do stáze několik čistokrevných příslušníků své rasy.
- 13 800 až 13 200 BBY – Čtvrtý Alsakanský konflikt.
- 13 050 BBY – Pátý Alsakanský konflikt, který tentokrát trval blíže nespecifikovanou dobu.
- 12 980 BBY – Admirál Hirken pracující pro Alsakany zahájil kampaň v sektoru severních závislých světů.
- 12 000 BBY – Corellijci zkolonizovali Ord Mantell a planetu opevnili, na Coruscantu založeno Galaktické muzeum.

### Období Pius Dea (11 987–10 966 BBY)
- 11 987 BBY – Nejvyšší kancléř Republiky Pers'lya (bothanské rasy) byl zavražděn členy radikální náboženské sekty Pius Dea. Novým kancléřem se stal jejich příslušník, který začal Republice vládnout jako teokratický monarcha Contispex I.
- 11 965 BBY – Contispex I. vyhlásil první Pius Deaskou křížovou výpravu proti Huttům.
- 11 939 BBY – Jeho syn Contispex II. vyhlásil třetí Pius Deaskou křížovou výpravu proti Huttům.
- 11 933 BBY – Řád Jedi veřejně odsoudil nemravnou a nehumánní válečnou politiku Republiky a jejích představitelů, vypověděl Republice všechny smlouvy, osamostatnil Ossus a stáhl rytíře Jedi ze všech misí v prostoru Republiky. Do dění v galaxii řád Jedi po následujících více než 800 let nezasahoval, ačkoliv několik rytířů Jedi tajně bojovalo proti ideologii Pius Dea.
- 11 884 BBY – Další neurčený Contispex vyhlásil sedmou křížovou výpravu, tentokrát do severního galaktického kvadrantu proti Zabrakům a dalším rasám obývajících region.
- 11 820 BBY – Vypukl šestý Alsakanský konflikt. Na stranu Alsakanů se přidali Huttové, Herglici, Durosové a jiné rasy v konfliktu se sektou Pius Dea. Přesto i tento Republika vyhrála.
- 11 660 BBY – Dvanáctá (a nejspíš nejbrutálnější) křížová výprava. Planeta Zarracina III byla zcela zničena a její obyvatelé od té doby žili ve vyhnanství. Mnoho obyvatel Republiky nespokojených s vládou Pius Dey dobrovolně zvolilo exil.
- 11 198 BBY – Dvacátá třetí křížová výprava, tentokrát proti Bothanům a Lannikům.
- 11 100 BBY – Pius Dea zahájila velkou inkvizici na centrálních světech a v koloniích. Řád Jedi reagoval na četné prosby návratem do dění galaxie a postupně rozštěpil sektu. Byl zahájen aktivní odboj proti vládě Pius Deaské dynastie Contispexů.
- 11 057 BBY – Pius Dea demonstrovala sílu vyhlášením třicáté čtvrté křížové výpravy proti Huttům.
- 10 970 BBY – Republikový admirál Pers Pradeux, umírněný příslušník sekty Pius Dea, objevil exulanty na planetě Prefsbelt a tajně tam zřídil vojenskou základnu.
- 10 967 BBY – Vypukl sedmý Alsakanský konflikt. Umírněná větev sekty Pius Dea otevřeně vyhlásila nepřátelství tvrdému jádru a přidala se na stranu Alsakanů, kterým pomáhali rytíři Jedi, Durosové, Herglici a Huttové.
- 10 966 BBY – Kancelář lodí a služeb sabotovala republikovou flotilu vadným navigačním softwarem v palubních počítačích. Spousta "katedrálních" křižníků skončila v náhodných destinacích a už nevrátila. Následovala rozhodující bitva u Uquine, kde byl zbytek republikové flotily kompletně zničen aliancí Jediů, Alsakanů, Huttů, Durosů, Caamasů a Hergliců. Rytíři Jedi zatknuli Nejvyššího kancléře Contispexe XIX. a na Camaasu ho postavili před soud, jenž ho uvrhl do těžkého žaláře. Velmistr Jediů Biel Ductavis dočasně převzal úřad Nejvyššího kancléře Republiky, čímž ukončil hrůzovládu sekty Pius Dea.

### Období Ductavis (10 966–9 000 BBY)
- 10 965 BBY – Zahájeny rozsáhlé programy, zbavující Republiku vlivu sekty Pius Dea a obnovující ztracená spojenectví se světy obývané jinými bytostmi než lidmi. Proces obnovy galaxie trval celé období Ductavis.
- 10 000 BBY – Začal průzkum Vnějšího pásu galaxie. Jako první byl objeven svět Twi'leků Ryloth. Byl vyroben první světelný meč, jež už měl všechny odpovídající vlastnosti.
- 9 000 BBY – Konec éry Ductavis, Republika je již plně vyrovnána s minulostí předešlé éry.

### Období Rianitus (9 000–8 000 BBY)
- Po celé období se k Republice přidávalo mnoho světů, část Huttského impéria se přidala k Republice také.
- V tomto období vládl Republice po 275 let nejvyšší kancléř Blotus Hutt, na jehož politiku se vzpomínalo i v následujících érách s nostalgií. Blotus byl totiž přesný opak toho, čím byli Huttové od nepaměti proslulí.
- 8 000 BBY – Granové ovládli Malastare a přičlenili ho k Republice.

### Období Subterra (8 000–7 000 BBY)
- 8 000 BBY – Republika založila na Malastaru stálou základnu, Granové začali utiskovat místní populaci Dugů. Z Malastaru začaly objevné plavby vesmírem po jižních kvadrantech galaxie.
- 7 328 BBY – Celý sektor Tapani se připojil k Republice.
- 7 032 BBY – Na planetě Naboo vypukla válka mezi ještěřími osadníky "Stařešinami" a Gungány, Gungáni se stáhli pod hladinu moře.
- 7 003 BBY – Mezi Jedii vypukl konflikt Druhé velké schizma, který znamenal začátek Stoleté temnoty.
- 7 000 BBY – Taungové, známí lépe jako Mandaloriani, pod vedením Mandalora Prvního zkolonizovali dle legendy svět Mandalore, jenž se stal jejich novou domovinou.

### Období Manderon (7 000–5 000 BBY)
- 6 950 BBY – Na Korribanu končí krutá vláda sithského krále Dathky Graushe.
- 6 900 BBY – Bitva na Corbosu. Temní Jediové byli poraženi, čímž skončila Stoletá temnota. Temní Jediové byli Radou Jedi vypovězeni z Republiky a ti při svém putování z planety na planetu narazili na Korriban, kde Ajunta Pall zabil krále Sithů Hakagrama Graushe, ovládl místní obyvatelstvo a založil Staré sithské impérium.
- 5 100 BBY – Marka Ragnos porazil mistra Simuse a prohlásil se Temný Pánem ze Sithu, začalo zlaté období Sithského impéria.
- 5 032 BBY – Kolonizace Naboo ještěřími "Stařešinami" skončila.
- 5 000 BBY – Objeven Tatooine. Mandalore Nezdolný omezil praktikování náboženství a prohlásil za hlavní kulturu Mandalorianů válečnictví.

### Post–manderonská éra (5 000–4 015 BBY)
- 5 000 BBY – Velká hyperprostorová válka. Dva republikoví prospektoři (Jori a Gav Daragonovi) objevili Korriban a nedopatřením přivedli Sithy do prostoru Republiky. Po porážce Sithů a zejména jeho vnitřní nejednotnosti uprchl sithský lord Naga Sadow na Yavin 4. Republika a Jediové zorganizovali sithský holocaust, trvající 10 let.
- 4 996 BBY – Na Ossusu založena Velká Jedijská knihovna.
- 4 980 BBY – Zbytky Sithů se usadily na planetě Dromund Kaas a jejich vůdce Lord Vitiate založil Nové sithské impérium.
- 4 904 BBY – Zbylí Sithové, kteří unikli do hlubokého vesmíru v Neznámých oblastech, se začali opět vyvíjet.
- 4 500 BBY – Vypukla občanská válka mezi Quarreny a Mon Calamari o nadvládu nad světem Mon Calamari. Quarreni téměř vyhynuli.
- 4 400 BBY – Freedon Nadd propadl temné straně Síly, když se setkal s duchem Nagy Sadowa. Založil si říši na Onderonu.
- 4 350 BBY – Na Onderonu vypukly Zvířecí války. Obávaný Freedon Nadd umírá a přenechává vládu svým potomkům.
- 4 300 BBY – Taris se stává ekumenopolí a konkuruje Coruscantu ve Vnějším pásu.
- 4 250 BBY – Třetí velké schizma, jež bylo ukončeno vultarským kataklyzmatem.
- 4 200 BBY – Na Tatooine bylo založeno hlavní město Anchorhead.
- 4 056 BBY – Občanská válka na Tarisu, jiné než lidské rasy byly vykázány pod povrch vrchního města.
- 4 024 BBY – Mandaloriani zaútočili na nezávislý svět Nevoota a během tří let přivedli jeho obyvatelstvo na pokraj vyhynutí.
- 4 020 BBY – Velká těžební a zbrojní společnost Czerka Corporation ovládla Kashyyyk a dočasně ho přejmenovala na Edean. Na Kashyyyku zavedla otrokářský režim.
- 4 019 BBY – Čtyři velcí mistři Jedi nechali zbudovat nový chrám Jediů na Coruscantu na pozemku, který Republika řádu darovala před téměř 1000 lety jako odměnu za porážku Sithů.
- 4 017 BBY – Mandaloriani zaútočili na svět Basilisk. Místní obyvatelstvo se sice ubránilo, ovšem za cenu zničení svého světa toxiny. Mandaloriani si odvezli kořist ve formě bitevních droidů třídy basilisk.

### Období Starých sithských válek (4 015–3 950 BBY)
- 4 015 BBY – Začíná období "Starých Sithských válek", které předznamenala Velká droidí revoluce na Coruscantu.
- 4 000 BBY – Velká sithská válka. Na Onderonu skončily Zvířecí války díky diplomatickému úsilí místní princezny a bratrů Qel–Dromových.
- 3 998 BBY – Na Onderonu povstali Naddisté a probudil se duch Temného pána Freedona Nadda.
- 3 997 BBY – Ulic Qel–Droma propadl temné straně Síly, uzavřel spojenectví s Exarem Kunem a vedl sithskou sektu Krathů proti Republice.
- 3 996 BBY – Planeta Ossus zničena, řád Jedi se evakuoval na Coruscant a jiné světy. Exar Kun poražen, Velká sithská válka skončila.
- 3 995 až 3 993 BBY – Velký lov na planetách Onderon, Yavin IV, Tython, Tatooine, Kashyyyk a Korriban, kde Jediové lovili terentateky, stvoření ovládaná temnou stranou Síly.
- 3 986 BBY – Jedijské konkláve na Exis Station, řešila se budoucnost zdecimovaného řádu Jedi. Bývalý sithský lord Ulic Qel–Droma nalezl spasení na Rhen Varu díky dceři velmistryně Vimy Sunrider, své bývalé lásky.
- 3 978 BBY – Začaly Mandalorianské války.
- 3 963 BBY – Mandaloriani započali útokem na Onderon a Taris válku proti Republice.
- 3 962 BBY – Revan a jeho následovníci neuposlechli příkaz Rady Jedi nezasahovat do konfliktu. Jeho taktické schopnosti však přinesly zvrat ve válce.
- 3 960 BBY – Konec Mandalorianských válek. V bitvě o Malachor V je značná část mandalorianské armády zničena.
- 3 959 BBY – Začíná Jedijská občanská válka. Revan se svým blízkým přítelem Malakem vrátil do Republiky v čele Sithského impéria jako Darth Revan a Darth Malak.
- 3 958 BBY – Telos IV je jakožto strategická republiková planeta orbitálně bombardován na Malakův příkaz.
- 3 957 BBY – Revan byl zajat jedijskou údernou jednotkou. Darth Malak se stává vládcem Sithského impéria.
- 3 956 BBY – Revan s přeprogramovanou myslí poráží impérium i Darth Malaka na stanici Star Forge, čímž ukončil Jedijskou občanskou válku. Zbytky impéria se buď zničily mezi sebou, nebo se přesunuly na Malachor V.
- 3 955 BBY – Začaly „Temné války“. Zbývající Jediové záhadně mizeli a Revan zamířil do Neznámých oblastí galaxie hledat ztracené vzpomínky a bojovat proti velké temnotě.
- 3 952 BBY – Konkláve na Katarru, které mělo objevit hrozbu lovící Jedie. Darth Nihilus zničil svou mocí z rány v Síle všechny přítomné Jedie a vyhladil populaci Miraluk.
- 3 951 BBY – Návrat Vypovězené do Republiky. Obnovila své spojení se Sílou a porazila Sithský Triumvirát.
- 3 950 BBY – Staré sithské války skončily, Republika i téměř vyhynulý řád Jedi se pomalu zotavuje z hlubokých ran z těchto rychle po sobě jdoucích konfliktech.

### Meziválečné období (3 950–2 000 BBY)
- 3 900 BBY – Planeta Naboo zkolonizována lidmi z planety Grizmallt
- 3 681 BBY – „Praví Sithové“ pod velením lorda Vitiate se vrátili do prostoru Republiky a začala Velká galaktická válka.
- 3 661 BBY – Mandaloriani jsou znovusjednoceni jako spojenci Sithů. Zahájili blokádu republikových dopravních cest, čímž ji výrazně oslabili.
- 3 660 BBY – Partě pašeráků se povedlo mandalorianskou blokádu prorazit a umožnit Republice obnovit obchodní cesty.
- 3 653 BBY – Po 28 letech Velká galaktická válka skončila, když Sithové nabídli Republice mírovou smlouvu, velmi nevýhodnou samozřejmě. Podpis smlouvy si Sithové vynutili přepadením Coruscantu, jehož obyvatele drželi jako rukojmí. Galaxie byla rozdělena a začala tzv. Studená válka.
- 3 641 BBY – Po 12 letech Studená válka končí vypuknutím Druhé velké galaktické války, kterou Republika vyhrála a Impérium se rozpadlo.
- 3 500 BBY – Rekonstrukce chrámu Jediů na Coruscantu, který byl stále poničen z událostí při podpisu coruscantské smlouvy.
- 3 017 BBY – Proběhl sedmnáctý a zároveň poslední alsakánský konflikt.
- 3 000 BBY – Gungani na Naboo jsou po vleklých válkách poprvé sjednoceni pod jediným šéfem Gallem. Založeno město Otoh Gunga.
- 2 591 BBY – Chrám Jediů na Coruscantu byl rozšířen o nové jedijské archivy.
- 2 032 BBY – Zemětřesení na Coruscantu, poslední svého druhu.

### Období Nových sithských válek (2 000–1 000 BBY)
- 2 000 BBY – Vypuklo čtvrté velké schizma, když mistr Phanius ukradl z archivů sithské holokrony a se svými studenty uprchl. Přijal jméno Darth Ruin. Poté, co byl svými studenty zabit, začaly Nové sithské války trvající 1000 let. Řád Jedi v nouzové situaci převzal vládu nad Republikou. Sithové si říkali Bratrstvo Temnoty a jejich impérium bylo značně nejednotné a roztříštěné mezi soupeřící sithské pány.
- 1 989 BBY – Objevena a zkolonizována planeta Bespin.
- 1 500 BBY – Proběhla sithsko–mandalorianská válka.
- 1 100 BBY – Planeta Tatooine je znovuobjevena a zkolonizována. Republice začalo období temna, kdy Sithové ovládli většinu galaxie kromě Coruscantu a několika přilehlých systémů.
- 1 026 BBY – Narozen Darth Bane.
- 1 006 až 1 002 BBY – Republika se neúspěšně snažila o protiofenzívu, ale v bitvách o Korriban, Kashyyyk, Hsskhor a Phaseeru neuspěla.
- 1 002 BBY – Začíná tzv. ruusanská kampaň. První a druhou bitvu o Ruusan vyhráli Sithové, třetí Jediové.
- 1 000 BBY – Čtvrtou a pátou bitvu o Ruusan vyhráli Jediové. Při páté bitvě byl Darth Bane otráven svým rivalem Kaanem. Šestá bitva o Ruusan skončila nerozhodně, přičemž Darth Bane zdecimoval jedijskou 300člennou jednotku. Rozhodla až Sedmá bitva o Ruusan, při níž bylo Bratrstvo Temnoty vyhlazeno Darth Banem, který se stáhl do ústraní. Období temna skončilo.

## Pád Republiky, zrození Impéria
- 1 000 BBY – Darth Bane zformuloval Pravidlo dvou. Nejvyšší kancléř Tarsus Valorum navrhl a prosadil Ruusanskou reformu, zbavil Jedie moci nad Republikou, podřídil je přímo kancléřově kontrole, rozpustil republikovou armádu a zreorganizoval galaxii do 1024 sektorů, aby byl každý reprezentován pouze jediným senátorem v galaktickém senátu.
- 980 BBY – Darth Zannah zabila svého mistra Darth Banea.
- 896 BBY – Narozen mistr Yoda.
- 867 BBY – Naboo se připojila k Republice.
- 600 BBY – Narozen Jabba Hutt.
- 490 BBY – Na protest velkých nadplanetárních firem proti republikovým zákonům vznikla "autorita korporátního sektoru".
- 350 BBY – Vznikla Obchodní federace.
- 200 BBY – Na Kashyyyku se narodil Chewbacca. Jediové si poprvé uvědomili nárůst vlivu Temné strany Síly, když Darth Tenebrous otevřel Ránu v Síle.
- 124 BBY – Dle výnosu galaktického senátu je Vnější pás Galaxie prohlášen za volnou obchodní zónu.
- 121 BBY – Na Naboo probíhal ozbrojený konflikt mezi Gungány a lidmi.
- 112 BBY – Začala sériová výroba droidů třídy 3P0, z níž později vzešel C–3PO.
- 102 BBY – Narozen hrabě Dooku.
- 100 až 95 BBY – Na Tatooinu byla několik let obléhána pevnost Fort Tusken písečnými lidmi. Od té doby se jim říká Tuskeni.
- 92 BBY – Narozen Qui–Gon Jinn. Krátce po narození se ho ujali Jediové a od batolecího věku začal s výcvikem. Ve stejném roce se narodil i mistr Ki–Adi–Mundi.
- 89 BBY – Příslušníci Jedi, kteří vyznávali šedou stranu Síly na hraně mezi světlem a temnotou, byli vypovězeni z řádu. Útočiště nalezli na planetě Zonama Sekot.
- 82 BBY – Na Naboo se narodil Palpatine. Hrabě Dooku složil rytířské zkoušky Jedie.
- 72 BBY – Narozeni mistr Mace Windu a Shmi Skywalker.
- 66 BBY – Narozen Jango Fett a rebelský generál Jan Dodonna. Qui–Gon Jinn dokončil studia pod vedením mistra Dooku. Shmi Skywalker byla prodána do otroctví.
- 65 BBY – Tatooine byl ovládnut Hutty.
- 64 BBY – Qui–Gon Jinn složil rytířské zkoušky Jedie. Na Eriadu se narodil Velkomoff Tarkin.
- 60 BBY – Na Corellii byla dokončena výstavba lodi Millennium Falcon (Malý sokol).
- 59 BBY – Qui–Gonn Jinn byl povýšen na mistra Jedi a vzal si jako svého padawana Xanathose z Telosu IV.
- 58 BBY – Jabba Hutt se přestěhoval na Tatooine, Jango Fett osiřel poté, co byli jeho rodiče zavražděni. Ujal se ho Mandalore Jaster Mereel. Mace Windu na misi na planetě Hurikán získal fialový krystal do světelného meče.
- 57 BBY – Narozen Obi–Wan Kenobi. O rok později byl přiveden do řádu Jedi, kde se ho ujal mistr Yoda.
- 54 BBY – Na Iridonii se narodil Darth Maul.
- 53 BBY – Xanathos podlehl temné straně Síly, když musel Qui–Gon Jinn zabít jeho otce, aby zabránil masakru civilistů na Telosu IV.
- 52 BBY – Narozen Jar Jar Binks. Ve stejném roce se narodil Chirrut Imwe. Senátor za Naboo Vidar Kim byl zavražděn. Jeho nástupcem se stal Palpatine, který jeho vraždu zosnoval. Jango Fett se stává Mandalorem.
- 48 BBY – Na Chandrile se narodila pozdější vůdkyně rebelů Mon Mothma.
- 46 BBY – Na Naboo se narodila Padmé Amidala.
- 45 BBY – Obi–Wan Kenobi se stal Qui–Gonovým padawanem, který poprvé přijal nového studenta po konfrontaci svého padlého učedníka Xanathose, jenž spáchal nakonec sebevraždu. Díky tomu nebyl Obi–Wan přeřazen do zemědělských sborů Jediů.
- 44 BBY – Narozen mon calamarský admirál Ackbar na Dacu.
- 41 BBY – Narozen Anakin Skywalker. Přibližně v této době se narodil Grogu známý jako Baby Yoda
- 40 BBY – Finis Valorum byl zvolen Nejvyšším kancléřem v senátu.
- 39 BBY – Shmi s Anakinem byli zavlečeni Gardullou Hutt jako otroci na Tatooine. V sázce je pak získal toydarián Watto.
- 36 BBY – Finis Valorum obhájil mandát. Narozena Ahsoka Tano.
- 35 BBY – Padmé nastoupila na politickou školu.
- 34 BBY – Mandaloriani byli poraženi armádou Jediů pod velením hraběte Dooku. Přežil pouze Jango Fett. Anakin Skywalker začal sestavovat z volných součástek svůj model C–3PO.
- 33 BBY – Galaktický senát povolil Obchodní federaci vyzbrojení a volný pohyb obchodních lodí výměnou za zdanění obchodních cest. Padmé Amidala se stala princeznou Theedu.
- 32 BBY – Star Wars: Epizoda I – Skrytá hrozba. Začala blokáda Naboo Obchodní federací. Padmé se stala královnou a Obi–Wan Kenobi s Qui–Gon Jinnem byli vysláni Valorumem vyjednat mír, neúspěšně. Anakin Skywalker pomáhá Padmé a Jediům dostat se z Tatooine a stal se padawanem. Jar Jar Binks zařídil sjednocení Gunganů s lidmi a díky tomu Padmé vyhrála bitvu s Obchodní federací. Darth Sidious zavraždil svého mistra Darth Plagueise ve spánku a stal se Temným Pánem ze Sithu, zároveň byl zvolen Nejvyšším kancléřem. Hrabě Dooku zmizel, když se přidal k Sidiousiovi jako jeho učedník. Na Kaminu objednal mistr Sifo-Dyas armádu klonů pro Republiku. Jako předloha byl najmut Mandalorian Jango Fett. Boba Fett se narodil jako neupravený klon. Sifo-Dyas byl zavražděn hrabětem Dooku, který se následně stal Darth Tyranusem. Yuuzhan Vongové dorazili na hranici galaxie.
- 31 BBY – Narozen Lando Calrissian.
- 29 BBY – Narozen Han Solo.
- 28 BBY – Palpatine byl potvrzen ve funkci Nejvyššího kancléře.
- 26 BBY – Narozen Cassian Jeron Andor.
- 25 BBY – Yuuzhan Vongové na kraji galaxie připravují invazi.
- 24 BBY – Hrabě Dooku se objevil poprvé od odchodu z řádu Jedi na veřejnosti, obvinil Republiku z všeobecné korupce a vyzval lid planety Raxus Prime, aby se odtrhli a vytvořili vládu konfederace nezávislých světů. Na Palpatina byl neúspěšně proveden atentát. Při tom vyzradil svou identitu svému sekretáři, který však byl zabit dřív, než stihl informovat Jedie. Pachatelem atentátu byl Granta Omega, Xanathosův syn. Palpatinovi skončilo řádné funkční období, avšak kvůli nebezpečí od Dookuových separatistů byl potvrzen jako krizový kancléř, než se situace uklidní. Padmé Amidala se stala senátorkou.

### Klonové války
- 22 BBY – Star Wars: Epizoda II – Klony útočí. Anakin se zamiloval do Padmé, na níž byl spáchán atentát. Při misi, kdy ji měl chránit, dorazil na Tatooine, kde našel svou matku umučenou Tuskeny, které v hněvu vyvraždil. Mezitím Obi–Wan Kenobi zjistil, že separatisté a Hrabě Dooku formují armádu Konfederace nezávislých systémů. V senátu byl přijat vojenský akt, obnovující republikovou armádu, jež zahájila svou existenci misí na Geonosis záchranou Anakina Skywalkera, Obi–Wana a senátorky Amidaly. Palpatine dostal mandát díky mimořádným pravomocem vládnout prakticky jako diktátor. Po zažehnání největší krize se Anakin s Padmé tajně vzali na Naboo.
- 22 BBY – Narodila se Jyn Erso.
- 22 – 19 BBY – Star Wars: Klonové války. Anakin Skywalker získal titul Jedi a byla mu přidělena padawanka Ahsoka Tano. Asajj Ventress se spřáhla s hrabětem Dooku a usilovala o vstup do řádu Sithů.
- 19 BBY – Star Wars: Epizoda III – Pomsta Sithů. Hrabě Dooku byl zabit Anakinem Skywalkerem při bitvě o Coruscant. Generál Grievous byl zabit Obi–Wanem Kenobim na Utapau. Palpatine se odhalil Anakinovi jako sithský lord Darth Sidious. Ten informuje Mace Windua o této skutečnosti a ten spolu s mistry Kitem Fisto, Saeseem Tiinem a Agenem Kolarem kancléře neúspěšně zatkli. Sidious všechny mistry zabil, ale s Winduem mu pomohl Anakin, který byl nahlodaný Temnou stranou díky strachu ze smrti těhotné Padmé. Z Anakina se stal Darth Vader a zahájil vpádem do chrámu Jediů velké jedijské vyhlazení. Sidious vydal rozkaz 66, čímž zdecimoval řád Jedi. Vader zabil vůdce separatistů na Mustafaru, ale byl poražen Obi–Wanem Kenobim. Mistr Yoda mezitím konfrontoval Sidiouse, jenž se prohlásil císařem nového Galaktického impéria, neuspěl. Padmé se narodila dvojčata Luke a Leia Skywalker a po porodu zemřela. Obě děti byly rozděleny a schovány před císařem a Vaderem. Obi–Wan a Yoda se ukryli také. Senátoři Bail Organa a Mon Mothma se tajně sešli na schůzkách, jež daly později vzniknout rebelům. Začala konstrukce Hvězdy smrti.
- 18 BBY – Obi–Wan Kenobi likvidoval důkazy o existenci dětí Padmé a Anakina.
- 10 BBY – Povstání na Kaminu. Klonovači obrátili své klony proti Impériu. Han Solo vstoupil do armády.
- 9 BBY – Povstání na Kaminu potlačeno a Impérium začalo využívat pro klony jiné předlohy, začalo s náborem neklonů do jednotek Stormtrooperů.
- 8 BBY – Císař Palpatine objevil metodu, jak přemístit svou mysl do jiného těla.
- 5 BBY – Han Solo jako kadet imperiální armády zachraňuje ze zajetí wookije Chewbaccu. Z armády je vyhozen, ale Chewbacca mu přísahal doživotní závazek.

## Éra Rebelů
- 2 BBY – Darth Vader zosnoval misi vyhladit zbývající Jedie. Vyslal svého tajného učedníka Galena Mareka, aby to vykonal. Ten se po zradách svého mistra postavil proti císaři i Vaderovi. Jeho činy však vedly k podpisu corellijské smlouvy a vzniku Aliance rebelů. Han Solo vyhrál Millennium Falcon od Landa při turnaji v kartách na Bespinu.
- 1 BBY – Skupina moffů provede spiknutí proti Darth Vaderovi a císaři, avšak jsou potrestáni bolestivou smrtí. Darth Vader se snažil na Kaminu naklonovat Galena Mareka, avšak padl dočasně do jejich zajetí, když se uprchlý klon přidal k rebelii.
- 0 – Rogue One: Star Wars Story. Záchrana Jyn Erso na planetě Wobani. První spuštění Hvězdy smrti a zničení města Jedha na měsíci Jedha. Útok na základnu Impéria na planetě Eadu. Tajná mise úkrást plány Hvězdy smrti na planetě Scarif. Skupina rebelů a pašeráků v čele s Jyn Erso, kapitánem Cassianem Andorem a droidem K–2SO útočí na planetě Scarif. V cestě jim stojí ale Impérium v čele s ředitelem Orsonem Krennicem který se snaží o zničení povstalců. Darth Vader se snaží dostat plány zpět do svých rukou ale rebelové i s princeznou Leiou utíkají.
- 0 – Star Wars: Epizoda IV – Nová naděje. Rebelové ukradli plány dokončené Hvězdy smrti a loď jedné z jejich lídrů byla dopadena Vaderem. Hvězdou smrti byla zničena planeta Alderaan. Mezitím se Luke Skywalker setkal s Benem Kenobim a s Hanem Solem se vydali i s droidy C–3PO a R2–D2 na Alderaan, kde měli předat ukradené plány. Podařilo se jim uniknout i s vězněnou princeznou Leiou na měsíc Yavin IV, ale za cenu života Bena Kenobiho. V bitvě o Yavin, kde Luke poprvé využije svůj talent na Sílu, je Hvězda smrti zničena a podstatná část elitních imperiálních jednotek zlikvidována. Darth Vader bitvu jako jediný ze strany Impéria přežil. Po bitvě je vypuštěna sithská loď Executor, speciálně vybavená na lov Rebelů.
- 1 ABY – Probíhají četné bitvy mezi Impériem a Rebely. Rebelové museli často stěhovat své základny, aby se vyhnuli likvidaci.
- 2 ABY – Rebelové nalezli útočiště na planetě Hoth. Císař Palpatine odhalil identitu Luka Skywalkera, který zničil Hvězdu smrti. Vaderovi to sdělí až ve chvíli, kdy to bude vhodné.
- 3 ABY – Star Wars: Epizoda V – Impérium vrací úder. Základna na Hothu je prozrazena a Darth Vader tam posílá invazní armádu. Rebelům se však povedlo uniknout, avšak posádka Millenium Falconu měla namále a musela se ukrýt před imperiálními stíhači a křižníky v poli asteroidů. Nakonec unikli na Bespin. Luke se mezitím na Dagobahu setkal s mistrem Yodou a zahájil regulérní výcvik na Jedie. Han Solo, Leia a Chewbacca jsou na Bespinu zajati Darthem Vaderem. Han Solo je zmražen v karbonitu a předán lovci odměn Bobovi Fettovi, zatímco ostatní měli být odvlečeni pryč. Lando Calrissian, místní správce, je však zachránil a pomohl uniknout na Milleniu Falcon, čímž se přidal k Rebelům. Na Bespinu se poprvé utkal Luke Skywalker s Darth Vaderem a Vader mu prozradil, že je jeho otec. Leia pak Luka zachrání, s lodí prorazí imperiální blokádu, a dorazí k flotile Rebelů, kterou tajně budují na hranicích Galaxie.
- 4 ABY – Star Wars: Epizoda VI – Návrat Jediů. Han Solo je zachráněn Lukem a dalšími přáteli ze spárů Jabby Hutta. Luke dokončuje u Yody výcvik, zatímco Yoda umírá, a prozradí mu, že má sestru. Rebelové odhalili ma orbitě měsíce Endor druhou Hvězdu smrti a vydali se ji zničit. Han Solo vedl pozemní jednotku na deaktivaci ochranného pole, zatímco Lando vedl s Millenium Falconem stíhače určené k likvidaci Hvězdy smrti. Admirál Ackbar vedl flotilu Rebelů. Císař byl osobně na hvězdě smrti a snažil se neúspěšně přimět Luka k pádu na Temnou stranu. Luke v bitvě porazil svého otce, ale nepoddal se hněvu a imperátorovým provokacím. Císař ho proto chtěl zabít blesky, ale Darth Vader, který nedokázal zachránit svou matku ani Padme pocítil, že může zachránit aspoň své děti a zřekl se Temné strany. Císaře zabil vhozením do šachty, ale stálo ho to život. Díky svému vykoupení mohl zemřít splynutím se silou. Leia se také dozvěděla, že je Lukovou sestrou a Vaderovou dcerou. Po celé galaxii spontánně lidé oslavují tyranovu smrt.

## Nová Republika(legends)
- 5 ABY – Luke Skywalker se stává generálem Nové Republiky.
- 6 ABY – Nová Republika pozvolna dobývá centrální galaktické světy z rukou Impéria, které po Palpatinově smrti stále existuje.
- 7 ABY – Nová Republika dobyla Coruscant.
- 8 ABY – Svatba Hana Sola a Leiy Organy.
- 9 ABY – Narozeni Jacen Solo a Jaina Solo. V Impériu povstal Velkoadmirál Thrawn, který usiloval o zničení Nové Republiky.
- 10 ABY – Thrawnova armáda pro Impérium obléhá Coruscant. Impérium se však rozpadlo na dvě velmoci.
- 11 ABY – Palpatine byl naklonován a vrací se do čela Impéria. Coruscant byl opět dobyt Novou Republikou. Luke Skywalker založil jedijské Praxeum na Yavinu IV, kde však povstal duch Exara Kuna. Ten byl nakonec Jedii zničen.
- 14 – 19 ABY – Odehrála se poslední léta galaktické občanské války.
- 19 ABY – Mezi Novou Republikou a zbytky Impéria byla podepsána mírová smlouva.
- 20 ABY – Luke Skywalker se oženil s bývalou Palpatinovou přisluhovačkou Marou Jade, kterou přesvědčil přidat se na světlou stranu.
- 22 ABY – Jasen, Jaina a Anakin Solovi vstoupili do jedijského praxea na Yavinu IV. Luke a Mara Jade se vydali na neúspěšnou misi do Neznámých oblastí, kde se měly údajně nacházet zbytky starého jedijského řádu.
- 23 ABY – Jasen a Jaina Solo se zapletli do bojů s Druhým Impériem, jež se snažilo vyprovokovat nový konflikt mezi Impériem a Novou republikou. Po bitvě mezi novými Jedii a padlými na temnou stranu na Yavinu byla založena jedijská akademie. Leia Organa Solo odstoupila z politických funkcí.
- 24 ABY – Vůdkyně Nové Republiky a předchozí organizace Rebelů za Palpatinovy éry Mon Mothma zemřela.

## Éra nového řádu Jedi (legends)
- 25 – 29 ABY – Válka s Yuuzhan Vongy, kteří po letech příprav zahájili invazi.
- 25 ABY – Chewbacca umírá. Byl přijat současný používaný letopočet. Rok 0 byl rokem bitvy o Yavin.
- 26 ABY – Narozen Ben Solo. Yuuzhan Vongové vyhnali Jedie z Yavinu IV. Dobývali svět za světem.
- 27 ABY – Yuuzhan Vongové dobyli Coruscant a začali ho vongoformovat k obrazu svému. Anakin Solo umírá a Jasen Solo je ve válce s Yuuzhan Vongy zajat.
- 28 ABY – Nová Republika se zreorganizovala na Galaktickou federaci svobodných světů. Jasen Solo unikl z vongského vězení.
- 29 ABY – Válka s Yuuzhan Vongy skončila dohodou s živou planetou Zonama Sekot. Coruscant je osvobozen od Yuuzhan Vongů, ale změny, které zde tito vetřelci provedli, jsou nezvratné. Admirál Ackbar zemřel.
- 35 ABY – Pokračuje obnova po válce s Yuuzhan Vongy, kteří se stáhli do Neznámých oblastí. Jediové jsou Galaktickou aliancí oficiálně povoláni jako ochránci míru a diplomaté.
- 36 ABY – Luke Skywalker se dostal v R2-D2 k záznamu masakru Jediů v jedijském chrámu na Coruscantu z roku 19 BBY a k záznamu, jak Anakin Silou uškrtil Padmé. Odehrála se tzv. Válka rojů v chisském prostoru. Luke svolal velkou konkláve Jediů na Ossus.

## Éra odkazu (legends)
- 40 ABY – Vypuká Druhá Galaktická občanská válka známá jako Druhé Corellianské povstání. Mara Jade Skywalker zabita Jacenem Solo, který se prohlásil za Darth Caeduse. Tahiri Veila se stává Caedusovou učednicí a zabíjí Gilada Pellaeona, který povolává admirála Daalu zpět do služby. Finální duel mezi dvojčaty Solovými, Jaina zabíjí svého bratra.
- 41 ABY – Ben Skywalker přivádí Tahiri zpět na světlou stranu Síly. Admirál Daala se stává hlavou Galaktické Aliance. Končí Druhá Galaktická občanská válka.
- 43 ABY – Luke Skywalker a Natasi Daala řeší svůj spor o budoucnosti Aliance. Několik Jediů onemocní záhadnou duševní chorobou.
- 127 ABY – Začátek Sithsko – Imperiální války.
- 130 ABY – Umírá Kol Skywalker. Cade Skywalker je vzat pod ochranná křídla piráta Rava. Galaktická aliance poražena impériem. Darth Krayt Impérium zrazuje a zabírá si trůn pro sebe. Začátek druhé Imperiální občanské války.
- 138 ABY – Porážka Kraytova impéria, Darth Krayt zabit Cadem Skywalkerem. Založení Galaktického triumvirátu (Aliance, Impérium, Řád Jedi) jako nové galaktické vlády. Začátek povstání Darth Wredda.
- 139 ABY – Zničení řádu Jednoho sitha a smrt Dartha Wredda, posledního ze sithů, konečně ukončuje sithskou hrozbu pro galaxii.

Éra odkazu a celá historie univerza legend v tomto bodě končí.